# Cernay (Calvados)
Cernay é uma comuna francesa na região administrativa da Normandia, no departamento de Calvados. Estende-se por uma área de 5,82 km². Em 2010 a comuna tinha 141 habitantes (densidade: 24,2 hab./km²).